# 東日本大震災を扱ったNHKスペシャル
東日本大震災を扱ったNHKスペシャル（ひがしにほんだいしんさいをあつかったエヌエイチケイスペシャル）では、『NHKスペシャル』のうち、東日本大震災を取り扱う回について掲げる。
ここでは、シリーズ東日本大震災も扱う。

## 概要
2011年3月11日に発生した東北地方太平洋沖地震並びに、それによって被害が生じた東日本大震災について、直後より臨時にNHKスペシャルを随時編成した。また、1周年にあたる2012年3月上旬にも、東日本大震災のその後の復興の課題や、福島第一原子力発電所事故が起きた背景や事故の影響について取り扱う番組を編成した。その後も毎年3月を中心に、随時震災関連の特集が組まれている。

## 2011年放送分
- 3月13日 - 同年3月11日に発生した東北地方太平洋沖地震に伴う災害（当初NHKでは「東北関東大震災」と呼称していた）を記録した『東北関東大震災 被災者はいま』と題し、急遽制作された。この日は総合テレビ、教育テレビ、BS1、BS2、BSハイビジョンと海外向けNHKワールド・プレミアム、NHKワールドTVのテレビ放送全波で20:30 - 22:30に同時放送を行った。
  - 総合テレビとNHKワールド・プレミアムでは逆L字画面で被害関連情報を随時放送。
  - 教育テレビでは番組中に安否情報の受付電話番号を表示。また、随時番組を途中で飛び降りて安否情報も放送。
  - NHKワールド・プレミアムはノンスクランブル放送を実施（通常、本番組はノンスクランブル放送の対象ではないが、特設ニュース番組内の放送のためノンスクランブル放送となった）。
- 3月20日 - 上記に次ぐ震災関連特集として『危機を乗り越えるために〜東北関東大震災から10日〜』を2部構成（第1部は原発関連、第2部は被災地のこれまでの動き）で放送。総合テレビ、BS1と海外向けNHKワールド・プレミアム（ノンスクランブル放送）、NHKワールドTVの4波で同時放送。
- 3月27日 - 震災関連特集の第3弾として『最新報告 “命”の物資を被災地へ』を放送。この回以降、総合テレビ、海外向けNHKワールド・プレミアム（ノンスクランブル放送）、NHKワールドTVの3波で同時放送（2か国語放送・字幕放送。NHKワールドTVは英語音声のみ）。
- 4月3日 - 震災関連特集の第4弾として『“いのち”をどうつなぐか』を放送。これ以降の放送では「東北関東大震災」に代えて、日本政府により4月1日に命名された「東日本大震災」の呼称が使用されている。

※上記4回ともNHKワールドTVは一部英語テロップに差し替え。
※デジタル放送の2か国語放送はステレオ2音声
- 4月9日 - 『東日本大震災1か月』と題して2部構成にして放送（19:30 - 20:45に放送される第1部では原発関連、中断ニュースの後、21:00 - 22:15に放送される第2部では『生活再建に何が必要か』）。総合テレビと海外向けNHKワールド・プレミアム（ノンスクランブル放送）の2波で同時放送。
- 4月23日 - 東日本大震災『被災地は訴える〜復興への青写真〜』と題して総合テレビは21:00 - 22:35。NHKワールド・プレミアムは22:00 - 23:35に放送（BS1のプロ野球中継を同時放送する都合上、総合テレビより1時間遅れのディレイ放送。前番組21:50からのNHK BSニュースとあわせてノンスクランブル放送）。
- 5月7日 - 『巨大津波 “いのち”をどう守るのか』[1]と題して21:00 - 22:15に放送。総合テレビと海外向けNHKワールド・プレミアム（ノンスクランブル放送）の2波で同時放送。
- 6月5日 - 『シリーズ原発危機』と題して第1回『事故はなぜ深刻化したのか』を放送。以後翌年1月15日にかけ6回の放送を実施[2]。
- 6月11日 - 『シリーズ東日本大震災』と題して2部構成にして放送（19:30 - 20:43に放送される第1部では『復興はなぜ進まないのか 〜被災地からの報告〜』、20:43 - 20:45の番組案内スポット（NHKワールド・プレミアムはワールドウェザー）と20:45 - 21:00の中断ニュースの後、21:00 - 22:15に放送される第2部では『“製造業王国”東北は立ち直れるか』）。総合テレビと海外向けNHKワールド・プレミアム（ノンスクランブル放送）の2波で同時放送。

※上記の放送のキャスターは『シリーズ原発危機』を除き鎌田靖が担当。
- 7月2日 - 『果てなき苦闘 巨大津波 医師たちの記録』を放送[3]。
- 7月3日 - 『シリーズ原発危機 第2回 広がる放射能汚染』を放送[4]。
- 7月9日 - 『シリーズ原発危機 第3回 徹底討論 どうする原発 第一部・第二部』を放送[5]。
- 7月10日 - 『シリーズ東日本大震災 "世界最大"の液状化』を放送[6]。
- 7月23日 - 『飯舘村 ～人間と放射能の記録～』を放送[7]。
- 8月7日 - 『シリーズ東日本大震災 「東北 夏祭り ～鎮魂と絆と～」』を放送[8]。
- 9月10日 - 『シリーズ東日本大震災 追い詰められる被災者』を放送[9]。
- 9月11日 - 『巨大津波 知られざる脅威』を放送[10]。
- 9月23日 - 『きこえますか 私たちの歌が ～被災地 のど自慢～』を放送[11]。
- 10月2日 - 『巨大津波 その時ひとはどう動いたか』を放送[12]。
- 10月9日 - 『シリーズ東日本大震災 "帰宅困難 1400万人"の警告』を放送[13]。
- 11月6日 - 『孤立集落 どっこい生きる』を放送[14]。
- 11月13日 - 『シリーズ東日本大震災 助かった命が なぜ』を放送[15]。
- 11月27日 - 『シリーズ原発危機 安全神話 ～当事者が語る事故の深層～』を放送[16]。
- 12月11日 - 『シリーズ東日本大震災 震災遺児 1500人』を放送[17]。
- 12月18日 - 『シリーズ原発危機 メルトダウン ～福島第一原発 あのとき何が～』を放送[18]。
- 12月27日 - 『原発事故 謎は解明されたのか』を放送[19]。

## 2012年放送分
- 1月7日 - 『シリーズ東日本大震災 "震災失業"12万人の危機』を放送[20]。
- 1月15日 - 『シリーズ原発危機 知られざる放射能汚染 ～海からの緊急報告～』を放送[21]。
- 2月11日 - 『シリーズ東日本大震災 "魚の町"は守れるか ～ある信用金庫の200日～』を放送[22]。
- 3月3日 - 11日 - 東日本大震災が1年になるのを前に、「3.11 あの日から1年」と題し連続放送を実施。

| 放送日  | タイトル                                                           | 放送時間      |
| ------- | ------------------------------------------------------------------ | ------------- |
| 3月3日  | 原発事故 100時間の記録                                             | 21:00 - 21:58 |
| 3月4日  | 映像全記録3.11 〜あの日を忘れない〜                                | 21:00 - 22:00 |
| 3月5日  | 38分間〜巨大津波 いのちの記録〜                                    | 22:00 - 22:50 |
| 3月6日  | 気仙沼 人情商店街                                                  | 22:00 - 22:50 |
| 3月7日  | 仮設住宅の冬〜いのちと向き合う日々〜                               | 22:00 - 22:50 |
| 3月8日  | 調査報告 原発マネー〜"3兆円"は地域をどう変えたのか〜               | 22:00 - 22:50 |
| 3月9日  | 南相馬 原発最前線の街で生きる                                      | 22:00 - 23:00 |
| 3月10日 | シリーズ東日本大震災 もっと高いところへ〜高台移転 南三陸町の苦闘〜 | 21:00 - 22:15 |
| 3月11日 | "同日同時刻"生中継 被災地の夜                                      | 21:00 - 22:15 |

- 3月22日 - 『放送記念日特集 NHKと東日本大震災 より多くの命を守るために』を放送[27]。
- 3月24日 - 『故郷（ふるさと）か 移住か ～原発避難者たちの決断～』を放送[28]。
- 4月1日・8日・6月9日 - 『MEGAQUAKE 巨大地震 II』を放送。
- 4月21日 - 『シリーズ東日本大震災 生中継 樹齢千年 滝桜』を放送。
- 5月5日 - 『震災を生きる子どもたち 21人の輪』を放送[29]。
- 5月6日 - 『震災を生きる子どもたち ガレキの町の小さな一歩』を放送[30]。
- 5月19日 - 『シリーズ東日本大震災 原発の安全とは何か ～模索する世界と日本～』を放送[31]。
- 6月2日 - 『イナサがまた吹く ～風 寄せる集落に生きる～』を放送[32]。
- 7月7日 - 『シリーズ東日本大震災 がれき "2000万トン"の衝撃』を放送。
- 7月21日 - シリーズ『メルトダウン 連鎖の真相』[33]を放送。
- 7月24日 - 『原発事故調 最終報告 ～解明された謎 残された課題～』を放送[34]。
- 8月17日 - 『最期の笑顔〜納棺師が描いた 東日本大震災〜』[35]を放送。
- 9月1日 - 防災の日を機に、『釜石の“奇跡” いのちを守る 特別授業』を放送。
- 9月9日 - 『シリーズ東日本大震災 追跡 復興予算 19兆円』を放送[36][37]。この回は2013年ギャラクシー賞を受賞した。
- 10月7日 - 『シリーズ東日本大震災 除染 そして、イグネは切り倒された』を放送。
- 11月23日 - 『シリーズ東日本大震災 "帰村" 村長 奮闘す ～福島・川内村の８か月～』を放送[38]。
- 12月8日 - 『シリーズ東日本大震災 救えなかった命 〜双葉病院 50人の死〜』を放送。

## 2013年放送分
- 1月12日 - 『シリーズ東日本大震災 空白の初期被ばく〜消えたヨウ素131を追う〜』を放送。
- 3月3日 - 『"いのちの記録"を未来へ〜震災ビッグデータ〜』[39]を放送。
- 3月7日 - 11日 - 東日本大震災が2年になるのを前に、「3.11 あの日から2年」と題し連続放送を実施。

| 放送日  | タイトル                                                   | 放送時間      |
| ------- | ---------------------------------------------------------- | ------------- |
| 3月7日  | 何が命をつないだのか 〜発掘記録・知られざる救出劇〜        | 22:00 - 22:49 |
| 3月8日  | わが子へ 〜大川小学校 遺族たちの2年〜                      | 22:00 - 22:49 |
| 3月9日  | 福島の今を知っていますか                                   | 21:00 - 21:58 |
| 3月10日 | シリーズ メルトダウンIII〜原子炉"冷却"の死角〜             | 21:00 - 21:58 |
| 3月11日 | シリーズ東日本大震災 故郷を取り戻すために〜3年目への課題〜 | 22:00 - 22:58 |

- 3月28日・4月4日 - 『THE NEXT MEGAQUAKE』を放送[40][41]。
- 4月7日・4月14日・8月31日・9月7日 -『MEGAQUAKEⅢ 巨大地震』を放送[42][43][44][45]。
- 4月26日 - 『シリーズ東日本大震災 ふるさとの記憶をつなぐ』を放送。
- 5月31日 - 『シリーズ東日本大震災 "応援職員"被災地を走る〜岩手県大槌町〜』[46]を放送。
- 6月28日 - 『シリーズ東日本大震災 住民合意800日 葛藤の記録』[47]を放送。
- 7月26日 - 『シリーズ東日本大震災 動き出した時間〜"旧警戒区域"はいま〜』[48]を放送。
- 8月23日 - 『シリーズ東日本大震災 亡き人との“再会” ～被災地 三度目の夏に～』[49]を放送。
- 9月8日 - 『震災ビッグデータ File.2 復興への壁 未来への鍵』[50]を放送。
- 9月27日 - 『シリーズ東日本大震災 津波から命を守れ ～浸水域に暮らす人々～』を放送[51]。
- 10月25日 - 『シリーズ東日本大震災 逆境からの再出発 ～高齢者を支える医師たちの挑戦～』を放送[52]。
- 11月29日 - 『シリーズ東日本大震災 震災遺構 ～悲劇の教訓をどう伝えるか～』を放送[53]。
- 12月1日 - 『汚染水 ～福島第一原発 危機の真相～』を放送[54]。
- 12月27日 - 『シリーズ東日本大震災 最後の避難所 ～原発事故の町 住民たちの歳月～』を放送[55]。

## 2014年放送分
- 3月1日 - 『"災害ヘリ"映像は語る〜知られざる大震災の記録〜』[56]を放送。
- 3月2日 - 『震災ビッグデータ File.3"首都パニック"を回避せよ』を放送。
- 3月7日 - 11日 - 東日本大震災が3年になるのを前に、連続放送を実施。

| 放送日  | タイトル                                   | 放送時間      |
| ------- | ------------------------------------------ | ------------- |
| 3月7日  | 無人の町の"じじい部隊"                     | 22:00 - 22:49 |
| 3月8日  | 避難者13万人の選択〜福島 原発事故から3年〜 | 21:00 - 21:58 |
| 3月9日  | どう使われる 3.3兆円〜検証 復興計画〜      | 21:00 - 21:58 |
| 3月10日 | 被災地 こころの軌跡〜遺族たちの歳月〜      | 22:00 - 22:58 |
| 3月11日 | あの日 生まれた命                          | 20:00 - 20:45 |

- 3月16日 - 『メルトダウン File.4 放射能"大量放出"の真相』を放送[57]。
- 4月20日 - 4月25日 - 『シリーズ 廃炉への道 第1回 放射能"封じ込め" 果てしなき闘い』『第2回 誰が作業を担うのか』を放送[58][59]を放送。以後、年に1回のシリーズとなる。
- 5月30日 - 『シリーズ東日本大震災 防潮堤 400キロ ～命と暮らしを守れるか～』を放送[60]。
- 6月27日 - 『シリーズ東日本大震災 救えたかもしれない命 ～災害死・4年目の検証～』を放送[61]。
- 7月25日 - 『シリーズ東日本大震災 復興 正念場の夏 ～"建設バブル"と被災地～』を放送[62]。
- 9月27日 - 『シリーズ東日本大震災 私たちの町が生まれた ～集団移転・3年半の記録～』を放送[63]。
- 11月28日 - 『シリーズ東日本大震災 悲劇をくり返さないために ～大川小学校・遺族たちの3年8か月～』を放送[64]。
- 12月21日 - 『メルトダウン File.5 知られざる大量放出』を放送[65]。
- 12月26日 - 『シリーズ東日本大震災 38万人の甲状腺検査 ～被ばくの不安とどう向き合うか～』を放送[66]。

## 2015年放送分
- 1月30日 - 『シリーズ東日本大震災 傷ついた人に寄り添って ～黒田裕子さん・被災者支援の20年～』を放送[67]。
- 3月1日 - 『史上最大の救出～震災・緊急消防援助隊の記録～』を放送。
- 3月7日 - 11日 - 東日本大震災が4年になるのを前に、連続放送を実施。

| 放送日  | タイトル                                                                 | 放送時間      |
| ------- | ------------------------------------------------------------------------ | ------------- |
| 3月7日  | それでも村で生きる～福島 “帰還”した人々の記録～                          | 21:00 - 21:49 |
| 3月8日  | シリーズ東日本大震災 震災4年 被災者1万人の声～復興はどこまで進んだのか～ | 21:00 - 22:13 |
| 3月9日  | もう一度"ふるさと"を ～岩手・陸前高田の４年間～                          | 22:00 - 22:49 |
| 3月10日 | 震災ビッグデータ File.4 いのちの防災地図～巨大災害から生き残るために～   | 20:00 - 20:43 |
| 3月11日 | "あの日の映像"と生きる                                                   | 22:00 - 22:49 |

- 3月29日 - 『命と向きあう教室～被災地の15歳・1年の記録～』を放送。（同年の文化庁芸術祭に参加）
- 5月17日 - 『廃炉への道 2015 "核燃料デブリ" 未知なる闘い』を放送[68]。
- 6月13日 - 『シリーズ東日本大震災 元気に老いる ～生活不活発病・被災地の挑戦～』を放送[69]。
- 9月1日 - 『シリーズ東日本大震災 故郷（ふるさと）つなぐ相馬野馬追 ～原発事故5年目の夏～』を放送[70]。
- 10月31日 - 『シリーズ東日本大震災 “津波の海”を潜る ～三陸・破壊と回復の5年間～』を放送[71]。
- 11月21日 - 『シリーズ東日本大震災 追跡 原発事故のゴミ』を放送[72]。

## 2016年放送分
- 1月23日 - 『シリーズ東日本大震災 原発事故5年 ゼロからの“町再建” ～福島 楢葉町の苦闘～』を放送[73]。
- 3月5日 - 3月13日は震災から5年を迎えるに当たり、関連番組を連続放送（タイトル及び放送時間は下表を参照）。

| 放送日                                                                                        | タイトル                                               | 放送時間      |
| --------------------------------------------------------------------------------------------- | ------------------------------------------------------ | ------------- |
| 3月5日                                                                                        | “原発避難”7日間の記録〜福島で何が起きていたのか〜      | 21:00 - 21:50 |
| 3月6日                                                                                        | 被曝の森〜原発事故 5年目の記録〜                       | 21:00 - 22:00 |
| （3月7日はサッカーリオデジャネイロオリンピックアジア最終予選 日本対ベトナムを放送のため休止） |                                                        |               |
| 3月8日                                                                                        | ゼロから町をつくる〜陸前高田・空前の巨大プロジェクト〜 | 22:00 - 22:50 |
| （3月9日はサッカーリオデジャネイロオリンピックアジア最終予選 日本対北朝鮮を放送のため休止）   |                                                        |               |
| 3月10日                                                                                       | 風の電話〜残された人々の声〜                           | 22:00 - 22:50 |
| 3月11日                                                                                       | 私を襲った津波〜その時 何が起きたのか〜                | 20:00 - 20:45 |
| 3月12日                                                                                       | シリーズ東日本大震災 "26兆円"復興はどれだけ進んだか    | 21:15 - 22:15 |
| 3月13日                                                                                       | シリーズ・メルトダウン 危機の88時間                    | 21:00 - 22:30 |

- 5月26日 - 『廃炉への道2016 核燃料デブリ 迫られる決断』を放送[74]。
- 11月6日 - 『廃炉への道2016 調査報告 膨らむコスト ～誰がどう負担していくか～』を放送[75]。

## 2017年放送分
- 1月9日 - 『シリーズ東日本大震災 それでも、生きようとした ～原発事故から5年・福島からの報告～』を放送[76]。
- 3月5日 - 3月12日は震災から6年を迎えるに当たり、関連番組を連続放送（タイトル及び放送時間は下表を参照）。

| 放送日  | タイトル                                                                    | 放送時間      |
| ------- | --------------------------------------------------------------------------- | ------------- |
| 3月5日  | あの日 引き波が…行方不明者2556人                                            | 21:00 - 21:50 |
| 3月10日 | 15歳、故郷への旅〜福島の子供たちの一時帰宅〜                                | 22:00 - 22:50 |
| 3月11日 | シリーズ東日本大震災 “仮設6年”は問いかける ～巨大災害に備えるために～       | 20:00 - 20:45 |
| 3月11日 | シリーズ東日本大震災 避難指示“一斉解除”～福島でいま何が～                   | 21:00 - 21:49 |
| 3月12日 | シリーズ・メルトダウンFile.6 原子炉冷却 12日間の深層 ～見過ごされた“危機”～ | 21:00 - 21:49 |

- 3月20日 - 『お父さん 見てますか ～震災遺児と母 4年の記録～』を放送[80]。
- 4月15日 - 『廃炉への道2017 核燃料デブリ 見えてきた“壁”』を放送[81]。
- 8月9日 - 『シリーズ東日本大震災 帰還した町で ～原発事故7年目の闘い～』を放送[82]。

## 2018年放送分
- 3月4日 - 『“河川津波 ～震災7年 知られざる脅威～』を放送[83]。
- 3月7日 - 『被曝の森2018 見えてきた“汚染循環”』を放送[84]。
- 3月10日 - 『誰にも言えなかった ～震災の心の傷 母と子の対話～』を放送[85]。
- 3月11日 - 『シリーズ東日本大震災 めざした“復興”はいま… ～震災7年 被災地からの問いかけ～』を放送[86]。
- 3月17日 - 『メルトダウン File.7 そして冷却水は絞られた ～原発事故 迷走の2日間～』を放送[87]。

## 2019年放送分
- 3月3日 - 『“黒い津波” 知られざる実像』を放送[88]。
- 3月9日 - 『崖っぷちでもがんばっぺ ～おかみと社長の奮闘記～』を放送[89]。
- 3月10日 - 『シリーズ東日本大震災 終（つい）の住みかと言うけれど… ～取り残される被災者～』を放送[90]。
- 3月11日 - 『“震災タイムカプセル” 拝啓 二十歳の自分へ』を放送[91]。
- 3月16日 - 『廃炉への道2019 核燃料デブリとの闘いが始まった』を放送[92]。

## 2020年放送分
- 3月7日 - 『東日本大震災 40m巨大津波の謎に迫る』を放送[93]。
- 3月8日 - 『40人の死は問いかける ～大槌町“役場被災”の真実～』を放送[94]。
- 3月11日 - 『シリーズ東日本大震災 “復興ハイウェー” 変貌する被災地』を放送[95]。
- 3月14日 - 『“奇跡”の子と呼ばれて ～釜石 震災9年～』を放送[96]。
- 3月15日 - 『メルトダウンZERO 原発事故は防げなかったのか ～見過ごされた“分岐点”～』を放送[97]。